# AFC Darwen
AFC Darwen är en fotbollsklubb från Darwen i Lancashire, Nordvästra England. Klubben bildades 1870 under namnet Darwen FC och spelar för tillfället i division ett i North West Counties Football League på nivå 10 i Englands ligasystem för fotboll. Laget spelar sina hemmamatcher på Anchor Ground med en kapacitet på 4 000 åskådare. Efter 134 år konkursförklarades klubben den 14 maj 2009 av High Court of Justice. Snart återstartades klubben som AFC Darwen. Man fick dock starta den nya resan i West Lancashire Football League som ligger på nivå 11 i ligasystemets pyramid.